# Бойнтон Робинсон, Амелия
Амелия Бойнтон Робинсон (англ. Amelia Boynton Robinson, урождённая Амелия Айседора Платтс, англ. Amelia Isadora Platts; 18 августа 1911, Саванна, Джорджия, США — 26 августа 2015, Монтгомери, Алабама, США) — американский общественный деятель и активистка движения за права чернокожих граждан США. Она была одной из ключевых организаторов маршей от Сельмы до Монтгомери.

## Биография
Амелия Айседора Платтс родилась в 1911 году в Саванне, штат Джорджия, в семье афроамериканцев. У неё было девять братьев и сестёр. В детстве Амелия видела, как её мать участвовала в кампании за женское избирательное право, которое было закреплено в 1920 году. В 14-летнем возрасте она поступила в колледж для чернокожих. В 1927 году закончила экономическое образование в Университете Таскиги. После этого она работала в Министерстве сельского хозяйства США, консультируя сельских жителей о ведении сельского хозяйства и питании.
Амелия была трижды замужем. Первым её супругом был Сэмюэл Бойнтон (1936—1963), вторым Боб Биллапс (1969—1973), третьим Джеймс Робинсон (1976—1988). Все браки заканчивались смертью мужей. У неё было двое сыновей от первого брака. С конца 1930-х годов супруги Бойнтон помогали в регистрации чернокожих избирателей. В 1954 году они познакомились с Мартином Лютером Кингом и начали проводить собрания Конференции южного христианского руководства у себя дома.
На выборах 1964 года Бойнтон стала первой чернокожей женщиной, кто баллотировался в Конгресс США. Она получила 10 процентов голосов. В 1965 году она помогала Мартину Лютеру Кингу в организации маршей от Сельмы до Монтгомери. Во время «кровавого воскресенья» 7 марта демонстранты были атакованы полицией, многие получили ранения. Бойтон от удара потеряла сознание. Фотография избитой полицией и лежащей без сознания Бойтон облетела весь мир. В 50-ю годовщину «кровавого воскресенья» Бойнтон Робинсон встретилась с президентом США Бараком Обамой.
В 1991 году Бойнтон Робинсон опубликовала автобиографию Bridge Across Jordan. Она скончалась в 2015 году в Монтгомери спустя несколько дней после своего 104-летия. Её называли «матриахом движения за избирательные права». В историческом кинофильме 2014 года «Сельма» роль Бойнтон Робинсон исполнила Лоррейн Туссен. Сама активистка положительно отозвалась о картине.

## Награды
- Martin Luther King Jr. Freedom Medal (1990)[1]